# Benvinguts al barri
Benvinguts al barri (originalment en francès, Jusqu'ici tout va bien) és una comèdia francesa escrita i dirigida per Mohamed Hamidi, estrenada l'any 2019. Ha estat doblada al català oriental central per a TV3, i al valencià per a À Punt.

## Sinopsi
Per beneficiar-se de rebaixes fiscals, en Fred, cap d'una agència de comunicació parisenca molt de moda (Happy Few), canvia el domicili social de la seva agència, ubicada al centre de París, a La Courneuve, una zona de la perifèria de la gran ciutat molt conflictiva. El Samy, un jove de la perifèria, s'ofereix a ensenyar-los la manera segura de viure al seu nou barri. Tant per a l'equip de Happy Few com per als habitants de la ciutat, aquest xoc de cultures serà el començament d'una gran història en la qual tots hauran d'aprendre a viure junts i a posar fi a les idees preestablertes.

## Repartiment
- Gilles Lellouche: Fred Bartel, el cap
- Malik Bentalha: Samy, el cuidador de gossos
- Sabrina Ouazani: Leïla, la mà dreta del cap
- Camille Lou: Élodie, una treballadora
- Hugo Becker: Mike
- Anne-Elisabeth Blateau: Sidonie
- Loïc Legendre: Gillou, l'informàtic
- Karim Belkhadra: Bibiche, el mafiós
- Annabelle Lengronne: Mariama, la jove contractada
- Jeanne Bournaud: Nathalie, l'ex d'en Fred
- Harmandeep Palminder: Ari, el jove indi
- Matheo Capelli: el tinent Costa
- Gregoire Paturel: Arthur, el fill d'en Fred i la Nathalie
- David Halls: Jean-Mi, el propietari de la cafeteria
- Nassim Si Ahmed: Sadek, el treballador violent
- Jean-Michel Correia: un dels sequaços d'en Bibiche
- Djemel Barek: el pare d'en Samy
- Bouraouia Marzouk: la mare d'en Samy
- Felip Uchan: inspector fiscal
- Remy de Vaucorbeil: Bianchi, el segon inspector fiscal
- Jhon Rachid
- Mahdi Alaoui
- Alexander Ionescu
- Thierry Nenez: el servidor de la cerveseria